# Extras-Speciale natalizio
La serie televisiva Extras, composta da 2 stagioni, si è conclusa con uno speciale natalizio della durata di 90 minuti intitolato The Extra Special Series Finale; venne trasmesso in prima visione sul canale televisivo statunitense HBO il 16 settembre 2007 e replicato da BBC One il 27 dicembre dello stesso anno.
| nº | Titolo originale  | Titolo italiano | Prima TV USA     | Prima TV Italia |
| -- | ----------------- | --------------- | ---------------- | --------------- |
| 1  | Christmas special |                 | 16 dicembre 2007 |                 |